# Band of Skulls
Band of Skulls est un groupe de rock britannique, originaire de Southampton, en Angleterre. Il est formé en 2004 par Emma Richardson (basse et chant), Russel Marsden (guitare et chant) et Matt Hayward (batterie) qui se sont rencontrés au collège. Ils enregistrent leur premier album Baby Darling Doll Face Honey en 2008.
En février 2012, Band of Skulls est de retour avec son deuxième opus Sweet Sour. En novembre 2013, le groupe annonce pour le printemps 2014 la sortie de son troisième album Himalayan dont la production est assurée par Nick Launay. Il assure parallèlement les premières parties de Queens of the Stone Age en Europe et dévoile le single Asleep at the Wheel.

## Biographie
Initialement, le groupe joue la nuit dans des clubs de Londres, et enregistrent plusieurs démos sous le nom de Fleeing New York. C'est en 2008 qu'ils changent pour Band of Skulls, et enregistrent leur premier album Baby Darling Doll Face Honey, distribué par le label Shangri-La Music, qui se retrouve, au départ, exclusivement sur iTunes Store à partir du 9 avril et en version matérielle le 20 mars. La chanson I Know What I Am est choisi comme single de la semaine sur iTunes et apparait comme bande-son de la série télévisée Friday Night Lights, Volume 2, le 4 mai 2010. En 2009, le groupe réalise également la chanson Friends qui fera partie de la bande originale du film Twilight, chapitre II : Tentation qui est publiée en novembre 2009.
Le 23 mars 2010, Band of Skulls publie l'EP Friends, qui comprend la version studio de Friends, une version live, et un clip. Le groupe joue au SXSW Festival au début de 2010 et tourne dans le Midwest en mars en soutien à Black Rebel Motorcycle Club. Le groupe apparait dans l'émission française Taratata en mars 2010, où ils reprennent la chanson Sympathy for the Devil des Rolling Stones avec John & Jehn. En avril 2010, ils tournent en Amérique du Nord puis en Angleterre en mai 2010, avec un concert à guichet fermé à l'Electric Ballroom. Le 28 juin 2010, Band of Skulls soutien The Dead Weather au Roundhouse de Londres. En juillet 2010, le groupe reprend Strict Machine de Goldfrapp pour la radio australienne. Ils sont aussi l'un des trois groupes à jouer avec Muse, le 4 septembre 2010, au Lancashire County Cricket Ground.
Le 5 octobre 2011, le groupe publie The Devil Takes Care of His Own, premier single de leur nouvel album. Leur deuxième album, Sweet Sour, est enregistré aux Rockfield Studios au Pays de Galles. Il est produit par Ian Davenport (Supergrass, Badly Drawn Boy), qui a aussi produit leur premier album, et publié le 20 et 23 février 2012 aux États-Unis et en Europe, respectivement. Le 12 avril 2012, Channel 4 diffuse un mini-documentaire du groupe. Le 13 octobre 2012, Band of Skulls joue à la onzième édition annuelle du Austin City Limits Music Festival.
Le 20 mars 2014, Band of Skulls joue au Late Night with Seth Meyers leur chanson Asleep at the Wheel. Le 22 septembre 2014, Band of Skulls joue au Later with Jools Holland.
Band of Skulls partage sa nouvelle chanson, So Good, le 28 avril 2016. En janvier 2017, le groupe annonce le départ de Hayward.
En mars 2024 Emma Richardson rejoint Pixies en remplacement de Paz Lenchantin.